# Єнакієвська синагога
Єна́кієвська синаго́га — юдейська релігійна споруда, яка знаходилася в місті Єнакієве.

## Історія
На початку XX століття на добровільні внески євреїв була побудована синагога, з того часу міська громада почала відзначати в ній Песах, Суккот, Пурим та інші релігійні свята.
Синагога була закрита 1930 року, а її приміщення передане аероклубу. Згодом там розташувався кінотеатр «Червоний шахтар».
1949 року приміщення синагоги за проєктом архітектора П. Русінова перебудовано у драматичний театр, який діяв до 1959 року.
В інформаційному звіті від 1955 року вказувалося, що у місті є незареєстрована громада віруючих євреїв.
У звіті за 1956 рік є листування євреїв Єнакієвого, яким було відмовлено в реєстрації релігійної громади. Вони написали листа керівнику єврейської громади Москви Шліферу про можливість проведення міньянів на квартирах або в приватних будинках, на що він відповів, що для проведення міньянів не потрібно спеціального дозволу. Лист прийшов на ім'я Шойхета міста Ляхберга.
19 вересня 1990 року газета «Соціалістичний Донбас» з посиланням на матеріали Донецького обласного архіву писала, що синагога в Рикові (так називалось тоді місто Єнакієве) була закрита без рішення ВЦВК.
У XXI столітті в місті діє релігійна громада, що входить в Об'єднання юдейських громад Донбасу.